# Coccoidella euglypta
Coccoidella euglypta är en svampart som först beskrevs av Jean François Montagne, och fick sitt nu gällande namn av E. Müll. & Sanwal 1954. Coccoidella euglypta ingår i släktet Coccoidella och familjen Coccoideaceae.   Inga underarter finns listade i Catalogue of Life.